# Poggiomarino
Poggiomarino – miejscowość i gmina we Włoszech, w regionie Kampania, w prowincji Neapol.
Według danych na rok 2004 gminę zamieszkiwały 19 653 osoby, 1511,8 os./km².